# Maison Josef Lumbe
La maison de Josef Lumbe est une maison de ville historique, avec un mur et des jardins, située au nord-ouest du quartier de Hradčany à Prague. Elle se trouve à l'angle des rues Jeléní et Černínská, au nord de la rue Novy Svet. Le professeur Josef Tadeáš Lumbe, directeur de l’École polytechnique de Prague, de qui elle tient son nom, y vivait. Le bâtiment est inscrit au registre des monuments culturels immobiliers depuis 1964 et fait partie du Monument culturel national du Château de Prague.

## Histoire
Depuis le Moyen Âge, le terrain du jardin sert de parvis au château de Prague. Au début de l’ère moderne, il y avait des jardins utilitaires et une maison de jardin construite par Rodolphe II, appartenant à la ferme située à l'est, derrière le manège du château de Prague. Les autres propriétaires fonciers étaient la famille Černín. Humprecht Jan Černín les fit transformer en jardins d'ornement, y planta des arbres et construisit des serres. Au début du XVIIIe siècle, la limite nord-ouest des jardins était entourée d'un mur de briques de fortifications baroques, dont les talus et le remblai sont encore conservés.
La maison fut ajoutée à ce mur de fortification au début du XIXe siècle, et les terrasses du jardin supérieur de Lumbe furent modifiées à cet effet. L'entrée principale de la maison se fait du nord-ouest par un élégant portail baroque dans le mur d'enceinte. La maison a été achetée en 1852 par un homme politique pragois et professeur à l'École polytechnique de Prague, le Docteur Josef Tadeáš Lumbe,. Lumbe l'a utilisé comme résidence secondaire. Les jardins Lumbe entourent la maison. Les parcelles nord-est du jardin de Lumbe appartenaient au frère de Josef Lumbe, Karl, qui vivait dans la proche villa Lumbe. L'État tchécoslovaque a acheté la maison et le terrain aux héritiers de Lumbe en 1925. Le bâtiment a subi des rénovations mineures, la dernière en date au début du XXIe siècle, lorsque la couleur de la façade est passée du jaune au bleu-blanc après une étude de restauration.

## Galerie

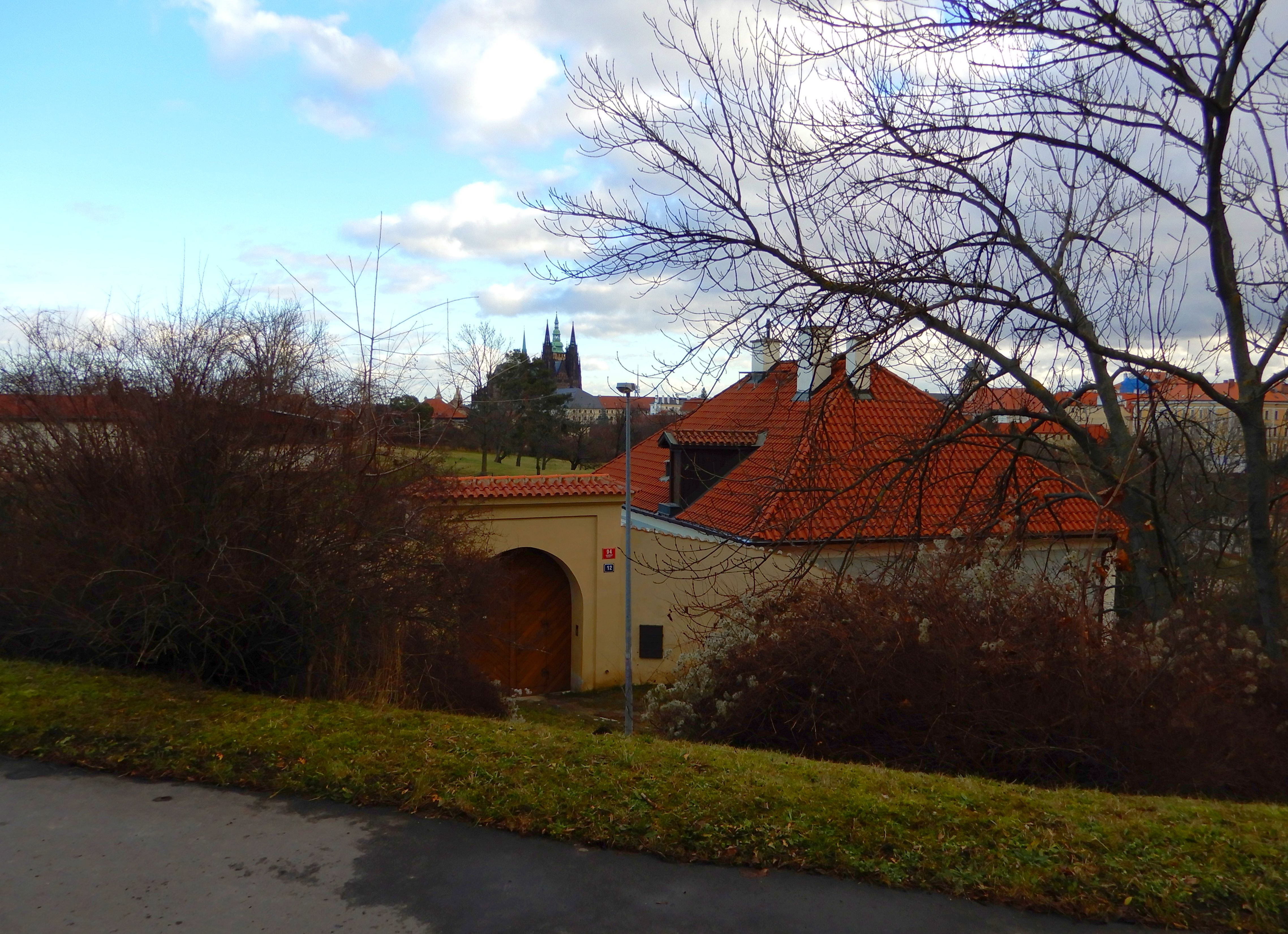
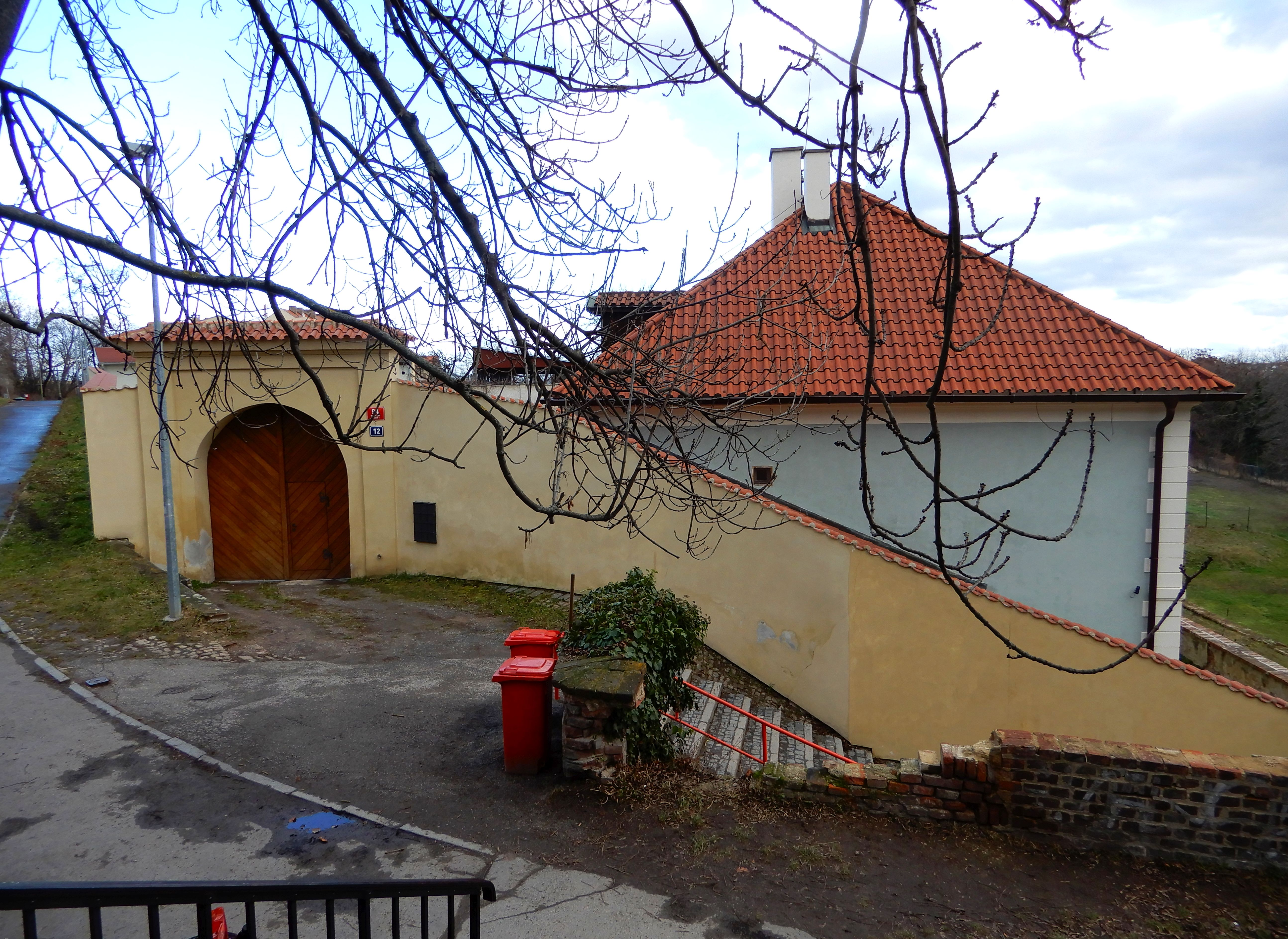
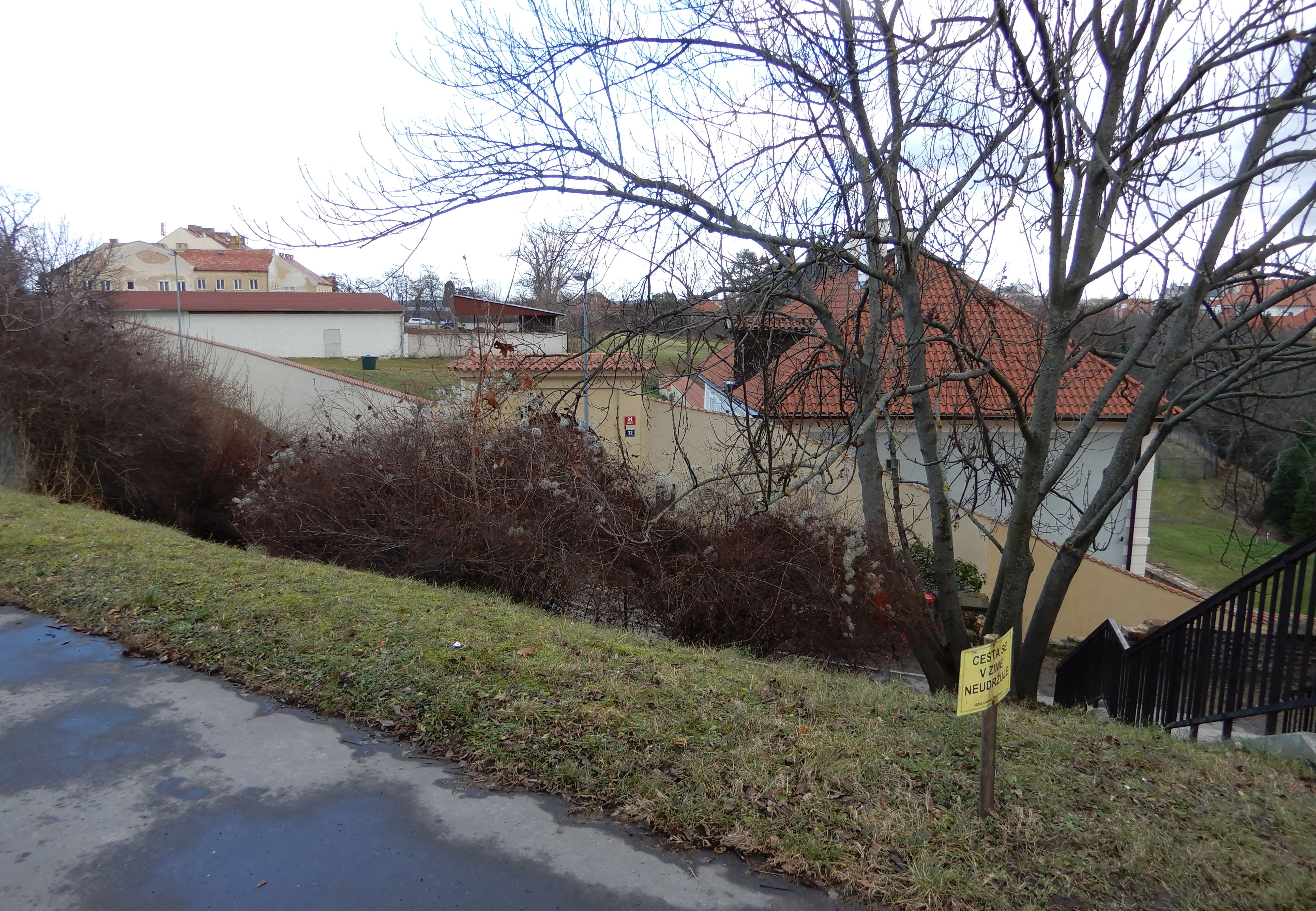
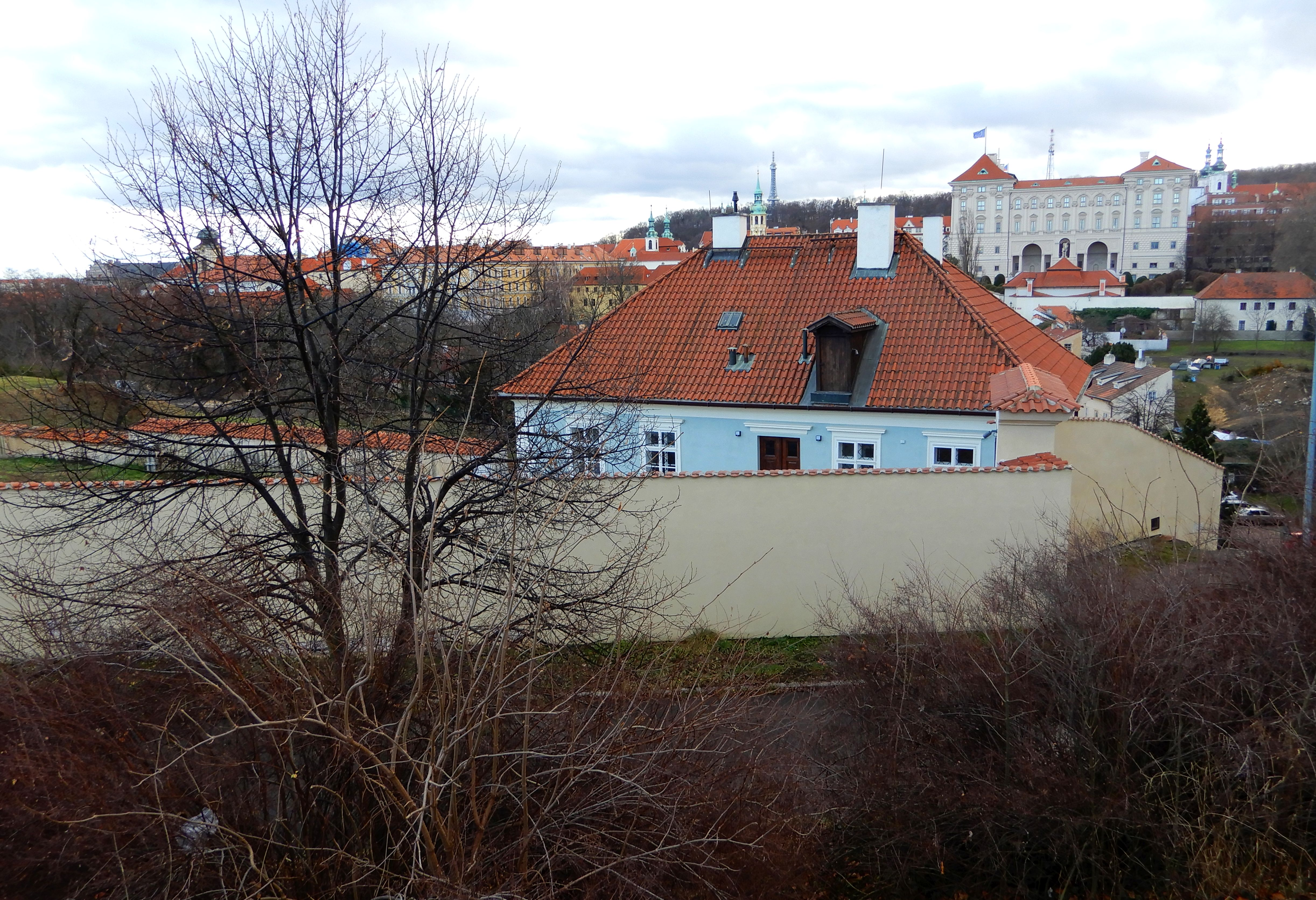
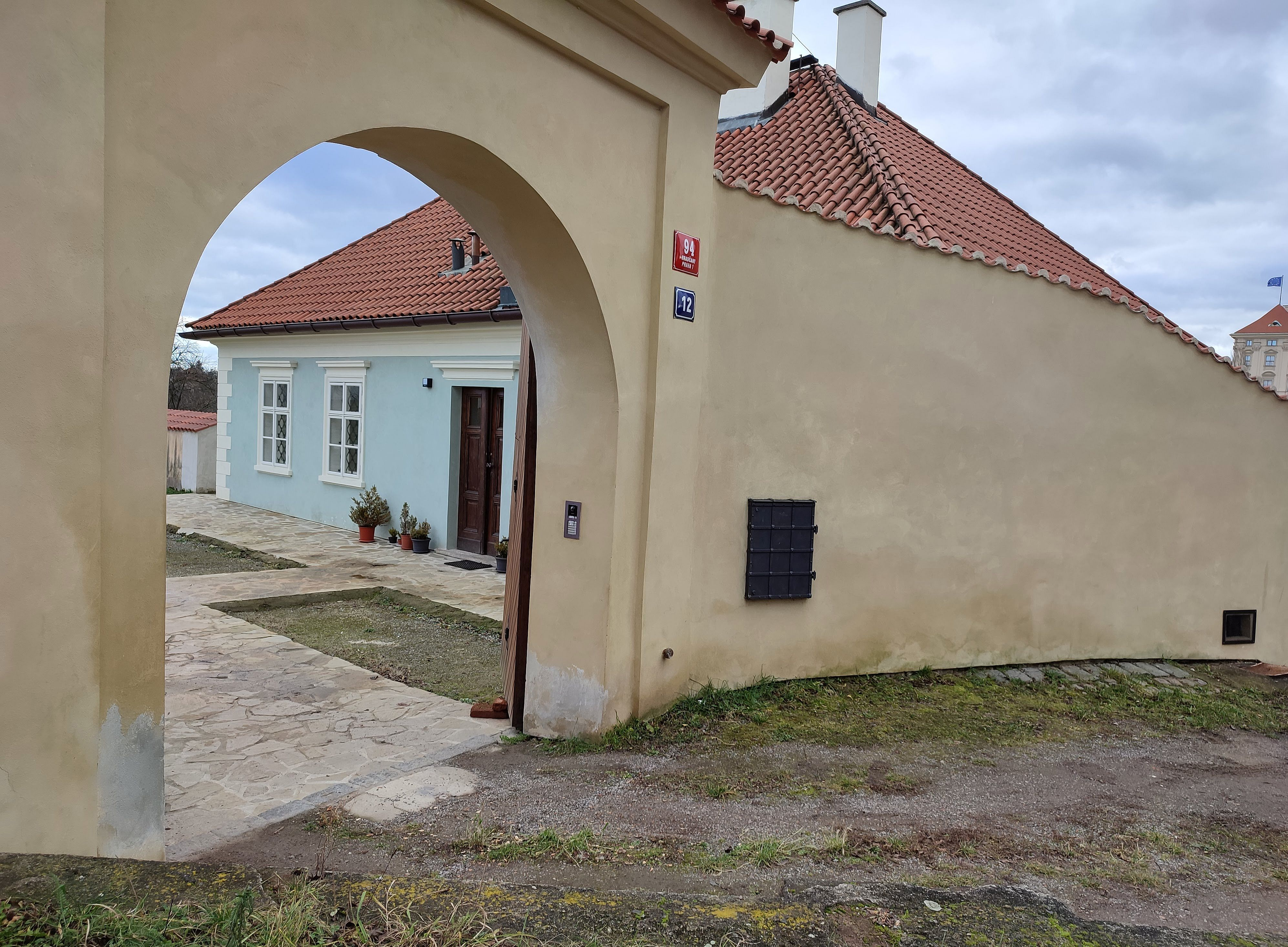